# Palpelius vanuaensis
Palpelius vanuaensis là một loài nhện trong họ Salticidae.
Loài này thuộc chi Palpelius. Palpelius vanuaensis được Patoleta miêu tả năm 2008.